# 拉古納斯區 (奇克拉約省)
拉古納斯區（西班牙語：Distrito de Lagunas），是秘魯的一個區，位於該國西北部蘭巴耶克大區的奇克拉約省，始建於1857年2月2日，面積429.27平方公里，海拔高度33米，2005年人口8,831，人口密度每平方公里21人。